# فرجاني ساسي
فرجاني ساسي (مواليد 18 مارس 1992) هو لاعب كرة قدم تونسي، ولد في أريانة، تونس، شارك في كأس العالم لكرة القدم 2018، يلعب ك‍لاعب وسط مع نادي الغرافة في دوري نجوم قطر و‌منتخب تونس.

## مسيرته الكروية

### الصفاقسي
خاص ساسي مع فريق الصفاقسي 83 مباراة، حيث سجل مع فريق الأبيض والأسود 8 أهداف وصنع 7 آخرين، وتحصل على 14 بطاقة صفراء، وبطاقة وحيدة حمراء. 

### ميتز الفرنسي
شارك ساسي مع فريق ميتز في 39 مباراة، سجل خلال تلك الفترة هدف وحيد وصنع هدفين، وتحصل على 6 بطاقات صفراء. وفي شهر يوليو عام 2016 رحل ساسي عن الفريق الفرنسي، بعدما هبط لدوري الدرجة الثانية الفرنسي،

### الترجي التونسي
عاد فرجاني ساسي مرة آخرى لتونس من بوابة الترجي في فترة الانتقالات الصيفية عام 2016 وخاض مع الترجي 39 مباراة وسجل 7 أهداف وحقق لقب الدوري التونسي مع الترجي خلال موسم 2016-2017 ، كما نال لقب كأس تونس موسم 2015-2016.

### النصر السعودي
في موسم 2018 خاض ساسي تجربة احتراف عربية في صفوف النصر السعودي، لعب خلالها 9 مباريات وصنع هدفين، ولم ينجح في التسجيل.

### الزمالك
في 26 يوليه 2018، وقع الدولى التونسى فرجانى ساسى على عقود انضمامه لنادى الزمالك بشكل رسمى، لمدة 3 مواسم .

#### موسم 2018-2019
في موسم 2018-2019، سجل ساسي هدفين منهم هدف بشكل رائع بباطن القدم من خارج منطقة في مرمى بيراميدز في المباراة التي انتهت بالتعادل الإيجابي 3-3، في الأسبوع التاسع من الدوري المصري الممتاز.

#### موسم 2019-2020
في 04 نوفمبر 2020، سجل فرجاني ساسي هدف التعادل في الدقيقة 61 من عمر المباراة التي إنتهت بفوز الزمالك 3-1 علي الرجاء المغربي في دور قبل النهائي من بطولة دوري أبطال أفريقيا.

#### موسم 2020-2021
في 02 فبراير 2021، سجل فرجاني ساسي هدف التقدم من ضربة راس بعد عرضية من إمام عاشور في الدقيقة 69 من عمر المباراة التي خسرها الزمالك أمام غزل المحلة بنتيجة 2-1 باستاد المحلة ضمن مباريات الجولة الـ 11 للدوري المصري الممتاز.
في 17 فبراير 2021، سجل فرجاني ساسي هدف الفوز في الدقيقة 87 من عمر المباراة التي جمعت الزمالك مع الإسماعيلي باستاد القاهرة الدولي.

### الدحيل القطري
في 29 يوليو 2021، أعلن نادي الدحيل القطري عن ضم نجم الزمالك فرجاني ساسي في سوق الانتقالات الصيفية 2021 في صفقة انتقالٍ حر لمدة 3 سنواتٍ قادمة، تنتهي في صيف 2024.

### الغرافة القطري
وقع مع نادي الغرافة في عام 2023.

## مسيرته الدولية

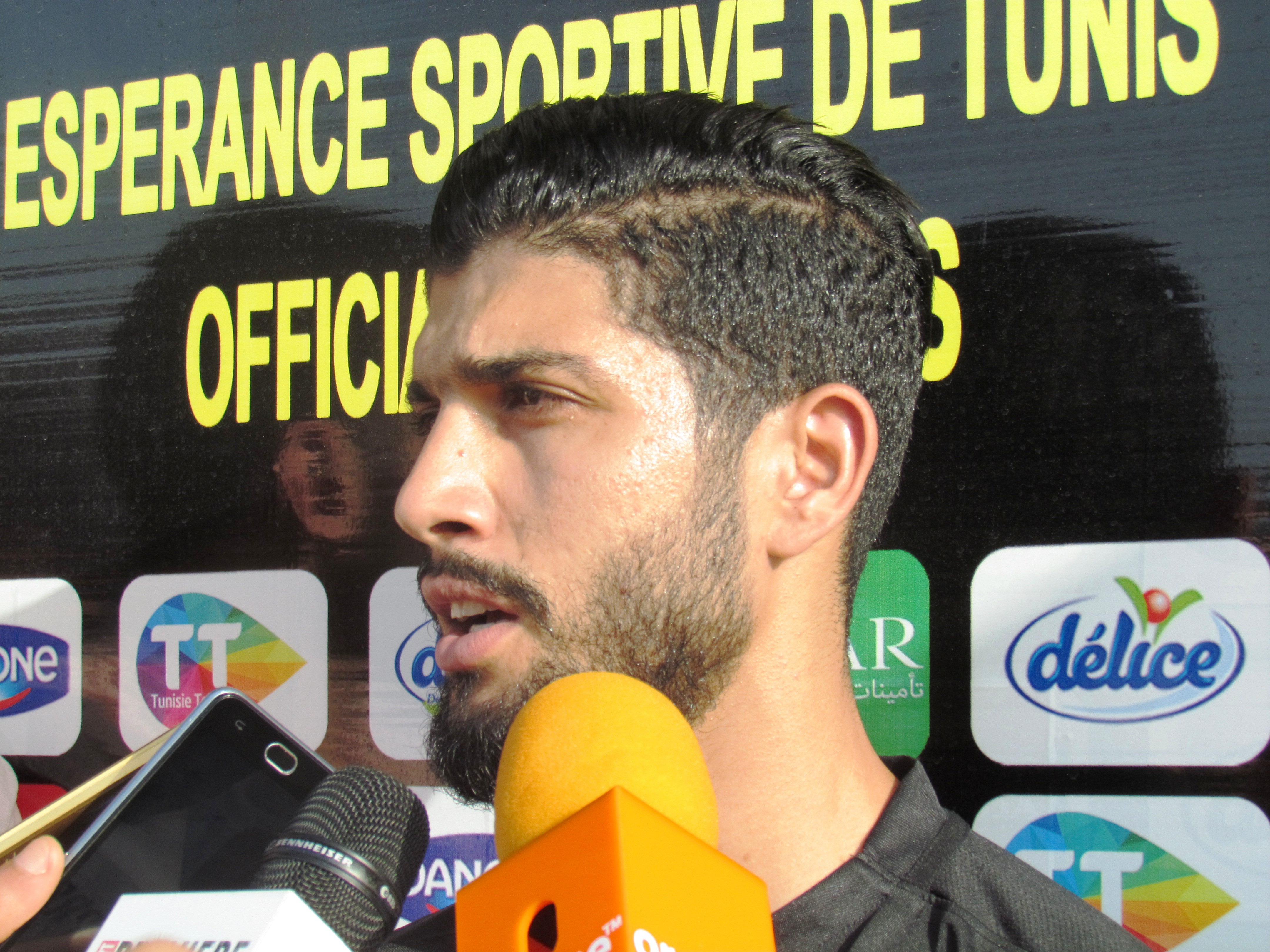
اللاعب فرجاني ساسي أثناء مقابلة صحفية

لعب ساسي أول مباراة دولية له مع المنتخب التونسي في 8 يونيو 2013، ضد سيراليون (2-2) ، حيث كان جزءًا من التشكيلة الأساسية ولعب المباراة بأكملها.
كان في تشكيلة المنتخب التونسي لكأس العالم 2018 في روسيا، وسجل ركلة جزاء في مباراة تونس الافتتاحية ضد إنجلترا. كان ساسي أيضًا في دائرة الجدل بعد أن عرقل مهاجم إنجلترا هاري كين في منطقة الجزاء مما أثار غضب جماهير إنجلترا.

## إسلوبه في اللعب
يلعب فرجانى ساسى في مركز لاعب الوسط المدافع أو لاعب الوسط المتقدم، حيث يتميز اللاعب بالدور الهجومى والقدرة على سرعة نقل الهجمة إلى الأمام، وهو في الوقت نفسه يلعب دورا دفاعيا كبيرا من خلال افتكاك الكرة ومساعدة لاعب الوسط المدافع في أداء الدور الدفاعى للفريق.

## الإنجازات

### النادي الصفاقسي
- الدوري التونسي: 2013
- كأس الاتحاد الإفريقي: 2013

### الترجي التونسي
- الدوري التونسي: 2016–17
- كأس العرب للأندية الأبطال : 2016–17
- كأس تونس : 2015–16

### الزمالك
- كأس السوبر السعودي المصري: 2018
- كأس الكونفيدرالية: 2018-19
- كأس مصر: 2018-19
- كأس السوبر المصري: 2019-20
- كأس السوبر الإفريقي: 2020
- الدوري المصري الممتاز:2020-2021

## وصلات خارجية
- فرجاني ساسي على موقع الاتحاد الدولي (مؤرشف)  (الإنجليزية)
- فرجاني ساسي على موقع قاعدة بيانات كرة القدم.إي يو (الإنجليزية)
- فرجاني ساسي على موقع بيانات كرة القدم. دي إي (الألمانية)
- فرجاني ساسي على موقع ليكيب (الفرنسية)
- فرجاني ساسي على موقع ناشيونال فوتبول تيمز (الإنجليزية)
- فرجاني ساسي على موقع Soccerway.com (الإنجليزية)
- فرجاني ساسي على موقع عالم كرة القدم.نت (الإنجليزية)
- فرجاني ساسي على موقع كووورة
- فرجاني ساسي على موقع AS.com (الإسبانية)
- اللاعب فرجاني ساسي على موقع كووورة.